# Axel Norinder
Axel Georg Norinder, född 27 maj 1867 i Stockholm, död där 21 oktober 1943, var en svensk fortifikationsofficer.
Axel Norinder var son till Alfred Norinder och far till Carl-Robert Norinder. Efter mogenhetsexamen i Stockholm 1885 blev han 1887 underlöjtnant vid fortifikationen och löjtnant där 1894. Norinder genomgick 1890–1893 Artilleri- och ingenjörhögskolan. Han var 1895–1898 repetitör där och 1900–1910 lärare i beskrivande geometri samt befästningskonst. Norinder utnämndes 1902 till kapten och var 1911–1913 fortifikationsbefälhavare i Karlskrona samt 1913–1916 chef för fästningsbyggnadsavdelningen i Arméförvaltningens fortifikationsdepartement och från 1914 även för Marinförvaltningens fortifikationsavdelning. Han befordrades 1912 till major och 1915 till överstelöjtnant vid fortifikationen, var en tid 1913 militärattaché i Japan och var 1916–1920 chef för Bodens ingenjörkår. Norinder var medlem av flera kommittéer och var 1914 kommenderad att vid Lantförsvarsdepartementet utarbeta förslag till härordning. Han utnämndes 1921 till överste i armén och överfördes samtidigt till reserven. 
Norinder var stadsfullmäktig i Karlskrona 1912–1913 och stadsfullmäktiges ordförande i Boden 1919–1920 samt landstingsman i Norrbottens län 1917–1920. Han var en av grundarna av och 1921–1931 verkställande direktör i föreningen Samhällshjälp, vilken hade till uppgift att ingripa vid konflikter, som hotade att störa de viktigaste samhällsfunktionerna. Norinder invaldes som korresponderande ledamot av Örlogsmannasällskapet 1912. Han blev riddare av Svärdsorden 1907, av Vasaorden 1912 och av Nordstjärneorden 1914. Norinder är begraven på Norra begravningsplatsen utanför Stockholm. 